# Střední průmyslová škola textilní Ústí nad Orlicí
Střední průmyslová škola textilní Ústí nad Orlicí (předchůdce Střední školy uměleckoprůmyslové Ústí nad Orlicí) byla střední odborná škola se sídlem v Ústí nad Orlicí, která vychovávala odborníky pro potřeby československého textilního průmyslu.

## Historie
S rozvojem textilního průmyslu v regionu koncem 19. století nastala potřeba zřízení školy, která by vychovávala textilní odborníky. Proto městská rada města Ústí nad Orlicí podala v roce 1884 žádost o zřízení takovéto školy. Škola byla založena roku 1892 výnosem ministerstva školství a kultu Rakousko-Uherska a v tomto roce došlo k otevření první třídy dvouletého studijního oboru tkalcovství v prostorách tehdejší textilní fabriky „Na bělidle“ (později úpravna podniku Perla). První absolventi tak z této školy vyšli v roce 1894.

## Název
Od roku 1954 nesla škola název Průmyslová škola textilní a po přechodu k čtyřletému studiu, potvrzenému školským zákonem z 15. prosince 1960, změnila škola od 1. září 1961 název na Střední průmyslová škola textilní v Ústí nad Orlicí, který byl používán až do 31. prosince 1993. K 1. lednu 1994 byl z rozhodnutí Ministerstva školství, mládeže a tělovýchovy ČR název změněn na Střední průmyslová škola textilní a Střední odborné učiliště (Integrovaná střední škola). Současný název Střední škola uměleckoprůmyslová Ústí nad Orlicí odkazuje na skutečnost, že na škole vyučují různé umělecké obory.

## Budova školy
Budova školy stojí na ulici Zahradní v centru města, dnes v ní sídlí nástupnická Střední škola uměleckoprůmyslová Ústí nad Orlicí.

## Významní pedagogové
- František Musil – působil na škole v letech 1963–1989. Po roce 1989 začal externě působit na katedře historie FF Univerzity Palackého v Olomouci a později i v Hradci Králové.

## Významní absolventi
- Václav Čevona (1922–2008) – atlet a olympionik, absolvent školy z roku 1943, 2.P, třídní učitel František Kymr
- Richard Pešek [2] - výtvarník, absolvent školy z roku 1974, 4.P, třídní učitel Václav Kohout
- Jaroslav Zedník – starosta města Česká Třebová, absolvent školy z roku 1983, 4.TB, třídní učitelka Dana Hofmanová